# Dumt sagt av dokusåpakändisar
Dumt sagt av dokusåpakändisar, ISBN 91-85476-24-2, är en citatbok av Gunnar Jägberg, Känguru.
Boken innehåller citat från dokusåpor och andra reality-tv-serier, till exempel Expedition Robinson, Big Brother, Paradise Hotel, Stjärnorna på slottet och FCZ.

## Kapitel
1. Förord
2. Inte helt och hållet rätt
3. Narcissism
4. Bitchen Börje
5. Filosofiskt
6. Dokusåpakungen
7. Idoljuryn
8. Sex
9. Varaner, varaner, varaner
10. Självömkan
11. Natachas bröst
12. Producenternas bortförklaringar
13. Komplimanger och förolämpningar
14. Våld
15. FCZ-Tore
16. Målande beskrivningar och rappa svar
17. Klassiker
18. Politiskt inkorrekt
19. Dokusåpadrottningen
20. Meta
21. Gulligt
22. Helt absurt
23. En salig blandning